# Евалд фон дер Остен
Евалд фон дер Остен (на немски: Ewald von der Osten, auf Plathe; * 1445; † 20 август 1533) е рицар, съветник в Княжество Померания и фогт на Грайфенберг, господар в Плате, Волденберг и Шилдберг.
Той е син (от седем деца) на марк-бранденбурския съветник и фогт над Одер, госпдар в Плат, рицар Динис фон дер Остен, 'Белият рицар' (ок. 1414 – 1477/1478) и съпругата му Анна Бела фон Брюзевитц († ок. 1468), дъщеря на Хайнрих фон Брюзевитц. Внук е на водача на наемниците в Плате Хайнрих фон дер Остен, 'Млади' († сл. 1421) и втората му съпруга Урсула фон Тесен. Потомък е на рицар (1176 г. при херцог Хайнрих Лъв) Герхард фон дер Остен († сл. 1178) и Маргарета фон Шверин.
През 1367 г. фамилията купува господството Плате (Плоти) в Померания.

## Фамилия
Евалд фон дер Остен се жени за фрайин София фон Малтцан-Пенцлин (* ок. 1460), дъщеря на Йоахим I (Ахим) фон Малтцан († 1473) и Маргарета фон Фос (* ок. 1430). Те имат девет деца:
- Филип фон дер Остен († пр. 1541), женен за Агнес фон Арним; имат два сина
- Александер фон дер Остен († 1571), дворцов маршал на херцог Георг от Померания, декан на катедралния капител в Камин
- Йоханес фон дер Остен (пр. 1511 – сл. 1515)
- Йоахим фон дер Остен (пр. 1529 – 1567, Плате), съветник в херцогство Померания, женен за Анна фон Масов-Вобланзе; имат два сина и дъщеря
- Динис фон дер Остен (1504 – 1558/1562), съветник в херцогство Померания, женен за Доротея фон Щайнвер (1521 – 7 април 1597); имат син и две дъщери
- Барбара фон дер Остен, омъжена за Мелхиор I фон Ведел (пр. 1470 – сл. 1536)
- Анна фон дер Остен-Волденбург (ок. 1500 – сл. 1584), омъжена за Якоб фон Клайст († 1546)
- (? сестра) Елизабет Анна фон дер Остен-Плате, омъжена I. за Курд фон Флеминг (пр. 1478 – сл. 2 март 1518), II. ок. 1535 г. за Хайнрих Грапе (ок. 1490 – 1569)
- Катарина Барбара фон дер Остен-Плате, омъжена Йоахим IV фон Девитц († пр. 29 януари 1519)